# Round-robintoernooi
Een round-robintoernooi (of iedereen-tegen-iedereen toernooi) is een competitie waarin elke deelnemer alle anderen ontmoet, meestal om de beurt. Een round-robin staat in tegenstelling tot een eliminatietoernooi, waarin deelnemers na een verloren partij uitgeschakeld zijn.

## Terminologie

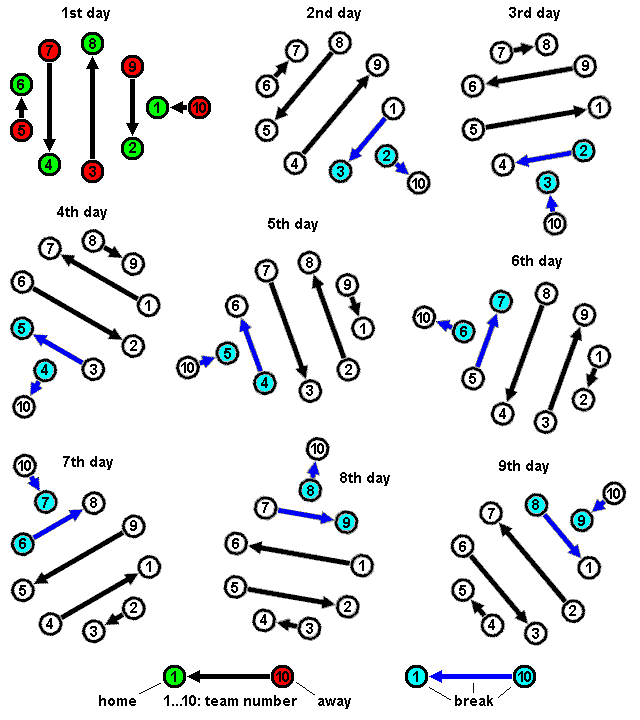
Voorbeeld van een round-robintoernooi met tien deelnemers

De term round-robin is afgeleid van de Franse term ruban, wat "lint" betekent. Na verloop van tijd werd de term verbasterd en geïdiomiseerd tot robin.
In een enkel round-robin schema speelt elke deelnemer eenmaal tegen elke andere deelnemer. Als elke deelnemer twee keer tegen alle anderen speelt, wordt dit vaak een dubbele round-robin genoemd. De term wordt zelden gebruikt als alle deelnemers meer dan twee keer tegen elkaar spelen en wordt nooit gebruikt als één deelnemer een ongelijk aantal keren tegen anderen speelt (zoals het geval is in bijna alle grote Amerikaanse professionele sportcompetities - zie AFL (1940-41) en All-America Football Conference voor uitzonderingen). In het Italiaans heet het girone all'italiana (letterlijk "groep in Italiaanse stijl"). In het Servisch heet het het Berger systeem (Бергеров систем, Bergerov sistem), naar de schaker Johann Berger.
In het Nederlands wordt een round-robin schema meestal een 'halve competitie' genoemd. Een dubbele round-robin heet een '(volledige) competitie'.